# Bernadett Dékány
Bernadett Dékány est une joueuse hongroise de volley-ball née le 30 juin 1992 à Budapest. Elle mesure 1,87 m et joue au poste de réceptionneuse-attaquante. 

## Clubs
| Club                     | De        | À         |
| ------------------------ | --------- | --------- |
| Vasas Budapest           | 2008-2009 | 2011-2012 |
| Robursport Volley Pesaro | 2012-2013 | 2012-2013 |
| Polisportiva Antares     | 2013-2014 | 2013-2014 |
| New Volley Libertas      | 2014-2015 | 2014-2015 |
| US ProVictoria           | 2015-2016 | 2015-2016 |
| CSM Bucureşti            | 2016-2017 | 2016-2017 |
| Trentino Rosa            | 2017-2018 | 2017-2018 |
| Vasas Budapest           | 2018-2019 | 2019-2020 |
| RC Cannes                | 2020-2021 | en cours  |

## Palmarès

### Équipe nationale
- Ligue européenne
  -  : 2018.

### Clubs
- Championnat de Hongrie
  - Vainqueur : 2012, 2019.
  - Deuxième : 2010, 2011.
  - Troisième : 2009.
- Coupe de Hongrie
  - Vainqueur : 2009, 2012, 2020.
  - Finaliste : 2010.
- Coupe d'Italie A2
  - Deuxième : 2016.
- Championnat de Roumanie
  - Deuxième : 2017.